# Protimesius orcus
Protimesius orcus is een hooiwagen uit de familie Stygnidae.